# Província de Santiago del Estero
Santiago del Estero (en el text de la Constitució provincial: Província de Santiago del Estero); anomenada comunament Santiago és una de les vint-i-tres províncies que integren la República Argentina. Alhora, és un dels vint-i-quatre estats autogovernats o jurisdiccions de primer ordre que conformen el país, i un dels vint-i-quatre districtes electorals legislatius nacionals. La seva capital i ciutat més poblada és l'homònima Santiago del Estero.
La província se situa al centre de l'Argentina i limita al nord-oest amb la província de Salta, al nord i nord-est amb província del Chaco, al sud-est amb Santa Fe, al sud amb Córdoba i a l'oest amb Catamarca i Tucumán.

## Història
Abans de la Conquesta, aquest territori estava habitat principalment pels tonocoté que practicaven l'agricultura i el teixit i desenvolupaven una avançada terrisseria. Al nord d'aquestes s'assentaven els lules, a l'oest els diaguita, i a l'est els vilela.
El 1542, Diego de Rojas rep l'ordre d'entrar al Tucumán, efectuant aquest capità i els seus homes una gran lluita al conquerir un medi desconegut i hostil i penetrar per primera vegada al nord-oest argentí.
El 19 de juny de 1549, el capità Juan Núñez del Prado és encarregat pel governador llicenciat La Gasca d'emprendre la missió de fundar un poble a les terres conquerides, amb l'objectiu de preservar el camí a Xile i descobrir in situ les possibilitats d'una ruta cap al Río de la Plata, i alhora de propagar la religió entre els natius. Núñez surt de Potosí a finals del 1549, i crea una primera ciutat en 1550 anomenada Barco en homenatge al president La Gasca, nascut a Barco de Ávila, Espanya, al lloc que després s'elevaria Cañete (1560) i San Miguel del Tucumán (1565). Si bé aquesta primera Barco era fora dels límits atribuïts a jurisdicció xilena, el 10 de novembre de 1550 es produeix un enfrontament entre Nuñez del Prado i el xilè Francisco de Villagra. Amb el sotmetiment de Nuñez del Prado per Villagra va ser un tàcit reconeixement de l'autoritat xilena a aquella regió pel que Nuñez, un cop retirat Villagra, traslladà l'originària Barco prop de la confluència dels rius Amblailla i San Carlos, a l'actual Província de Salta, fundada el juny de 1551, Barco II.
Aquesta vegada atacat per les tribus diaguita i temerós de nous atacs xilens, al juny de 1552 despobla Barco II i establix la ciutat de Barco III a mitja llegua al sud del que avui és l'actual capital de Santiago del Estero.
En Xile, en saber Valdivia del conflicte entre Villagra i Nuñez i de la mudança de la ciutat, nomena a Francisco de Aguirre per a manar la Ciutat del Barco. L'ideal de Valdivia i Aguirre era el d'unir en una sola governació la terra existent entre l'Atlàntic i el Pacífic, qüestió que s'extralimitava a l'autoritat conferida per La Gasca a Valdivia. No obstant això, Aguirre amb uns 70 homes, creua la regió del Tucumán, i sortint-se del seu districte, el 20 de maig de 1553 expulsa als homes de Nuñez del Prado, qui estava absent en terres de Famatina, anunciant l'endemà la seva autoritat sobre la ciutat.
Independentment d'allò, Francisco de Aguirre, el 25 de juliol de 1553 funda la ciutat de Santiago del Estero, per ser el dia de Sant Jaume el Major Apòstol sota que la seva advocació de va posar la ciutat.
Des dels seus orígens, el territori provincial va pertànyer a la governació de Tucumán, encara que la Capitania General de Xile la reivindicava com pròpia. En 1563 va passar a dependre de l'Audiència de Tolles, encara que governativament era de Lima. Amb la creació del Virregnat del Riu de la Plata, aquesta província va passar a integrar la intendència de Salta.
Anys més tard, Santiago del Estero va donar suport a la Confederació Argentina i va dictar la seva primera constitució del 1856, però la major part del seu territori romania inexplorat.
El 1902 va recuperar part de la seva frontera nord-est, que disputava amb la província del Chaco.
A fins del Segle XX i els primers anys de l'actual dècada la província va estar sota el ferri control de la dinastia Juárez, fins que les escandaloses irregularitats que ocorrien varen motivar al Govern Nacional a intervenir la Província el 2003. Nina Juárez va ser destituïda de la governació i amb el seu espòs van ser empresonats sota càrrecs de corrupció.
Després d'un any d'intervenció federal (2004 - 2005), que no només no va poder corregir les conseqüències de les escandaloses irregularitats del règim Juárez, sinó que en alguns casos va empitjorar la situació, en la Província es van portar a terme eleccions (2005) per a renovar totes les seves autoritats, resultant electe el Dr. Gerardo Zamora.

## Cultura
En Santiago del Estero el quítxua (una llengua de la família quechua) es parla en 14 dels 27 departaments de la província, amb un nombre estimat de 120.000 parlants. Es parla en els departaments de Figueroa, Moreno, Robles, Sarmiento, Brigadier J. F. Ibarra, San Martín, Silípica, Loreto, Atamisqui, Avellaneda, Salavina, Quebrachos, Mitre, Aguirre, i l'occident del departament Taboada. Santiago del Estero ha dotat a l'Argentina d'importants escriptors, com Ricardo Rojas, Jorge Washington Ábalos i Julio Carreras (h) entre d'altres. També músics com Humberto Carfí, els Germans Ábalos, Alfredo Ábalos, Raly Barrionuevo, Marcelo Perea. I pintors, com Ramón Gómez Córnet, Besares Soraire, Carlos Sánchez Gramajo, Alfredo Gogna, Ricardo i Rafael Touriño, Luis Farías, Mario Martínez, Angel Emilio Garay, Nelly Orieta. La cultura de Santiago del Estero és una densa imbricació entre els més profunds mites de les tradicions aborígens originàries i la civilització medieval europea, imposada pels espanyols.

## Divisió Administrativa
Santiago del Estero está dividida en 27 departaments. L'actual constitució va ser aprovada el 1997.
1. Dep.: Aguirre; Cap.: Pinto
2. Dep.: Alberdi; Cap.: Campo Gallo
3. Dep.: Atamisqui; Cap.: Villa Atamisqui
4. Dep.: Avellaneda; Cap.: Herrera
5. Dep.: Banda; Cap.: La Banda
6. Dep.: Belgrano; Cap.: Bandera
7. Dep.: Capital; Cap.: Santiago del Estero
8. Dep.: Choya; Cap.: Frías
9. Dep.: Copo; Cap.: Monte Quemado
10. Dep.: Figueroa; Cap.: La Cañada
11. Dep.: General Taboada; Cap.: Añatuya
12. Dep.: Guasayán; Cap.: San Pedro de Guasayán
13. Dep.: Jiménez; Cap.: Pozo Hondo
14. Dep.: Brigadier Juan Felipe Ibarra; Cap.: Suncho Corral
15. Dep.: Loreto; Cap.: Loreto
16. Dep.: Mitre; Cap.: Villa Unión
17. Dep.: Moreno; Cap.: Quimilí
18. Dep.: Ojo de Agua; Cap.: Villa Ojo de Agua
19. Dep.: Pellegrini; Cap.: Nueva Esperanza
20. Dep.: Quebrachos; Cap.: Sumampa
21. Dep.: Río Hondo; Cap.: Termas de Río Hondo
22. Dep.: Rivadavia; Cap.: Selva
23. Dep.: Robles; Cap.: Fernández
24. Dep.: Salavina; Cap.: Los Telares
25. Dep.: San Martín; Cap.: Brea Pozo
26. Dep.: Sarmiento; Cap.: Garza
27. Dep.: Silípica; Cap.: Arraga

## Aspectes geogràfics
Es troba inclosa, gairebé totalment, en la plana chaqueña. La major part presenta relleu pla amb algunes àrees deprimides. Solament una petita part del seu territori, al sud i a l'est, ingressa dintre de l'àmbit de les serres pampeanas.

## Clima
La major part de la província posseïx clima subtropical amb estació seca, que es caracteritza amb temperatures elevades durant tot l'any i precipitacions de suficients a escasses concentrades a l'estiu. El bioma preponderant correspon al parc chaqueño, fortament modificat per la influència de l'home. Entre les espècies pròpies de la zona estan: el algarrobo, el quebracho blanc i el colorit, el lapacho, el espinillo i el chañar. 

## Recursos hídrics
En les àrees deprimides es formen llacunes i banyats, entre els quals es destaquen amb els quals acompanyen el curs del riu Salado, el banyat de Figueroa i el d'Añatuya. També en el curs del riu Dulce hi ha zones baixes i anegadizas, el que ha format els rius Saladillo i Viejo.

## Economia
L'estructura productiva de la província està basada en la producció primària, especialment el sector agrícola, que inclou, principalment, el cultiu de cotó (actualment ocupa el 2n lloc després de Chaco), soia, blat de moro i ceba. Dintre de la ramaderia, la criatura de bovinos ocupa un lloc destacat, activitat que es desenvolupa sobre la part oriental de la província, on el clima és més benigne.